# Jovan Jovanović
Jovan Jovanović (ur. 11 października 1991 r. w Smederevie) – serbski wioślarz.

## Osiągnięcia
- Mistrzostwa Świata Juniorów – Linz 2008 – dwójka podwójna – 9. miejsce[1].
- Mistrzostwa Świata Juniorów – Brive-la-Gaillarde 2010 – dwójka podwójna – 5. miejsce[1].
- Mistrzostwa Europy – Montemor-o-Velho 2010 – dwójka podwójna – 11. miejsce[1].